# ウーバージャム・ドゥ
『ウーバージャム・ドゥ』（Überjam Deux）は、アメリカ合衆国のジャズ・ギタリスト、ジョン・スコフィールドが2013年に発表したスタジオ・アルバム。

## 背景
『ウーバージャム』（2001年）の続編に当たる作品である。一部の曲に参加したルイス・ケイトーは、本作のリリースに伴うツアーで、アダム・ダイチの都合がつかない日の代役ドラマーとして白羽の矢が立てられた。
「ジャスト・ドント・ウォント・ビー・ロンリー」は、ロニー・ダイソンが1973年に発表した曲のカヴァーである。

## 反響・評価
アメリカの『ビルボード』では、トップ・ヒートシーカーズで5位、ジャズ・アルバム・チャートで4位を記録した。Thom Jurekはオールミュージックにおいて5点満点中4点を付け「リラックスできる内容だが、全能のグルーヴの真髄を追求した、素晴らしく創造的な作品」と評している。

## 収録曲
特記なき楽曲はジョン・スコフィールドとアヴィ・ボートニックの共作。
1. キャメラス - "Camelus" - 5:17
2. ブギー・スチューピッド - "Boogie Stupid" - 5:05
3. エンドレス・サマー - "Endless Summer" - 6:08
4. ダブ・ダブ - "Dub Dub" (John Scofield) - 6:06
5. クラックド・アイス - "Cracked Ice" - 5:53
6. アル・グリーン・ソング - "Al Green Song" - 5:50
7. スネーク・ダンス - "Snake Dance" - 7:13
8. スコタウン - "Scotown" (J. Scofield) - 4:35
9. トレロ - "Torero" - 5:51
10. カーティス・ニュウ - "Curtis Knew" (J. Scofield) - 4:44
11. ジャスト・ドント・ウォント・ビー・ロンリー - "Just Don't Want to Be Lonely" (John Freeman, Bobby Eli, Vinnie Barrett) - 5:25

### 日本盤ボーナス・トラック
1. C.P.シャッフル - "C.P. Shuffle" (J. Scofield) - 3:09

## 参加ミュージシャン
- ジョン・スコフィールド - ギター
- アヴィ・ボートニック - ギター、サンプリング
- アンディ・ヘス - エレクトリックベース
- アダム・ダイチ（英語版） - ドラムス(on #1, #2, #4, #5, #7, #10, #11)
- ルイス・ケイトー - ドラムス(#3, #6, #8, #9)

アディショナル・ミュージシャン
- ジョン・メデスキ（英語版） - ハモンドオルガン、エレクトリックピアノ、メロトロン(#2, #4, #6, #10, #11)